# بنك اليابان لبيانات الحمض النووي
يعتبر البنك الياباني لبيانات الحمض النووي الريبي بالإنجليزية -The DNA
Data Bank of Japan- (DDBJ) قاعدة بيانات حيوية تقوم بجمع تسلسلات الحمض
النووي. يقع هذا البنك في المعهد الوطني لعلم الوراثة في محافظة شيزوكا في اليابان. كما يعد عضواً في قاعدة البيانات الدولية التعاونية لسلاسل النوكليوتيدات (INSD) ، ويتبادل بياناته مع مختبر علم الأحياء الجزيئي الأوروبي (EMBL) في المعهد الأوروبي للمعلوماتيه الحيويةو مع بنك الجينات التابع للمركز الوطني لمعلومات التكنولوجيا الحيوية بشكل يومي، ولذلك تحتوي جميع بنوك البيانات الثلاثة هذه على نفس البيانات في جميع الأوقات.